# Mornico al Serio
Mornico al Serio là một đô thị ở tỉnh Bergamo trong vùng Lombardia của nước Ý, có vị trí cách khoảng 50 km về phía đông bắc của Milano và khoảng 14 km về phía đông nam của Bergamo. Tại thời điểm ngày 31 tháng 12 năm 2004, đô thị này có dân số 2.632 người và diện tích là 7,0 km².
Mornico al Serio giáp các đô thị: Calcinate, Ghisalba, Martinengo, Palosco.